# Kanton Suippes
Suippes is een voormalig kanton van het Franse departement Marne. Het kanton maakte deel uit van het arrondissement Châlons-en-Champagne.
Het werd opgeheven bij decreet van 21 februari 2014 met uitwerking in maart 2015.

## Gemeenten
Het kanton Suippes omvatte de volgende gemeenten:
- Billy-le-Grand
- Bouy
- Bussy-le-Château
- La Cheppe
- Cuperly
- Dampierre-au-Temple
- Jonchery-sur-Suippe
- Livry-Louvercy
- Mourmelon-le-Grand
- Mourmelon-le-Petit
- Sainte-Marie-à-Py
- Saint-Hilaire-au-Temple
- Saint-Hilaire-le-Grand
- Somme-Suippe
- Souain-Perthes-lès-Hurlus
- Suippes (hoofdplaats)
- Vadenay
- Vaudemange